# Locked Out of Heaven
«Locked Out of Heaven» —en español: «Bloqueado del cielo»— es una canción del cantante estadounidense Bruno Mars, incluida en su segundo álbum de estudio, Unorthodox Jukebox de 2012. La discográfica Atlantic Records la lanzó digitalmente como primer sencillo del disco el 1 de octubre de 2012. La compusieron el trío The Smeezingtons (conformado por el intérprete, Philip Lawrence y Ari Levine), quienes también la produjeron con ayuda de Mark Ronson, Jeff Bhasker y Emile Haynie. Musicalmente, está compuesta en el género new wave, con influencias del reggae, funk y R&B. Su letra trata de que el protagonista está tan bien en su relación con una mujer que siente que se habían cerrado las puertas del cielo por la espera de estar en una relación así.
Recibió comentarios positivos de los críticos, quienes encontraron en el tema una similitud con algunas canciones de la banda británica The Police. Sin embargo, Mars confirmó que no fue su intención sonar como dicha agrupación. Comercialmente, obtuvo un buen éxito, sobre todo en Norteamérica, en donde llegó hasta la cima de la lista Billboard Hot 100 de los Estados Unidos y la Canadian Hot 100 de Canadá. Además, alcanzó el número uno en los principales conteos de Eslovaquia, Hungría, México y Polonia. El sencillo ganó un premio en la categoría de mejor canción en los MTV Europe Music Awards de 2013. Adicionalmente, obtuvo tres candidaturas en los premios Grammy en su quincuagésima sexta edición, entre las que se destacan grabación del año y canción del año.
Su vídeo musical lo dirigió Mars junto con Cameron Duddy y el intérprete lo publicó el 15 de octubre de 2012 en su cuenta oficial de YouTube. En su trama, el artista canta la canción en vivo y aparecen momentos de una fiesta detrás de escenas y tomando en un callejón con sus amigos. Además, tiene algunos efectos de imagen VHS. El clip recibió varias nominaciones, entre las que destacan la de vídeo del año, mejor vídeo pop y mejor vídeo masculino en los MTV Video Music Awards de 2013, de las cuales solo ganó la última mencionada. El cantante presentó el tema por primera vez en el programa Saturday Night Live el 20 de octubre de 2012, en donde participó como anfitrión e invitado musical.

## Antecedentes

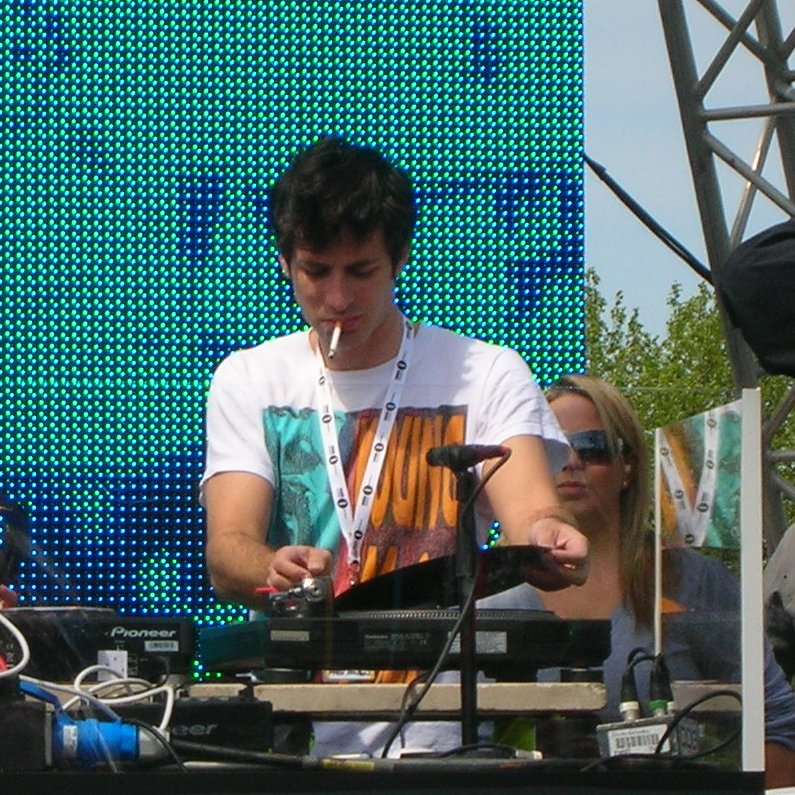
Mark Ronson, uno de los productores del tema.

Luego del éxito de su primer álbum de estudio Doo-Wops & Hooligans, del cual se extrajeron los exitosos sencillos «Just the Way You Are» y «Grenade», Mars quería crear algo inesperado con respecto a su trabajo predecesor. Él reveló a Billboard que: «[Unorthodox Jukebox] representa mi libertad. Iba al estudio y escribía y grababa lo que quisiera». Jeff Bhasker explicó en una entrevista: «Esa canción se produjo en medio del proceso de elaboración del álbum [Unorthodox Jukebox]. Estábamos [los compositores] teniendo una sesión de improvisación y Bruno empezó a tocar el groove, todos pensamos que era bastante bueno. Tardamos mucho tiempo [en la composición] para que saliera bien». Según Mitchell Peters, la pista recuerda los buenos grooves de la agrupación británica The Police. Además, el artista admitió tenerlos de influencia y dijo:

«Claro que sí! Intente escribir una canción de The Police!. Crecí escuchándolos, crecí tocando en bares, cantando canciones de ellos [...] Me acuerdo de haber realizado una canción como "Roxanne", y de jugar los dos primeros acordes, de llegar a la primera nota, y observas toda la barra que se enciende. Y es un artista, un compositor, es como ese "hombre", yo quiero escribir un tema que haga que los ojos de las personas exploten en el primer acorde!».

La discográfica Atlantic Records la lanzó en las radios estadounidenses el 1 de octubre de 2012, mientras que la publicó digitalmente al día siguiente. El intérprete declaró: «Mark Ronson trajo la sección rítmica de parte de sus constantes colaboradores Dap-Kings para lograr un quebradizo sincopado [...] Es difícil crear sonidos con instrumentos en vivo, pero Ronson lo logró. Desde "Back to Black" siempre he querido meterme en su cabeza y saber como lo hace».  En cuanto a su instrumentación, el intérprete colaboró en la guitarra, mientras que Jeff Bhasker en los teclados. Nick Movshon apoyó en el bajo y Homer Steinweiss quedó a cargo de la batería. Por su parte, Manny Marroquin ayudó a la mezcla, en tanto Alalal, Ari Levine, Mark Ronson y Wayne Gordon se encargaron de la grabación.

## Composición

La canción está compuesta en la tonalidad de re menor.

«Locked Out of Heaven» es una canción de género reggae rock, con influencias de new wave, funk y R&B. La compuso The Smeezingtons (un trío entre el intérprete, Philip Lawrence y Ari Levine), quienes también la produjeron junto con Mark Ronson Jeff Bhasker y Emile Haynie. De acuerdo con una partitura publicada en el sitio web Musicnotes por Alfred Publishing, el tema está compuesto en la tonalidad de re menor. El registro vocal de Mars se extiende desde la nota la♯3 hasta la do♯5. Su letra trata de que el protagonista está tan bien en su relación que siente que se cerraron las puertas del cielo por la espera de estar en una relación así. En el estribillo, el intérprete canta: «You make me feel like I've been locked out of heaven for too long / Can I just stay here, spend the rest of my days here?» («Tu me haces sentir como si estuviera bloqueado del cielo por mucho tiempo / Puedo quedarme aquí, pasar el resto de mis días aquí?»). Durante un videochat mediante su cuenta Google+ en el día del estreno del sencillo, Mars recibió una pregunta de una fan acerca de nombrar su fragmento favorito de la canción y él contestó: «But swimming in your water is something spiritual» («Pero nadar en tu agua es algo espiritual»). Más adelante, declaró que la exploración de sentir y empezar en el amor está en lo «sensual, sensual y sensual», tema principal de su segundo álbum.
Andrew Unterberger de Pop Dust encontró en el entrecorte de la guitarra y el golpe del bajo una similitud entre «Talking in Your Sleep» de The Romantics y «Roxanne» de The Police. Por su parte, Tim Sendra de Allmusic la describió como un popurrí de «Beat It» de Michael Jackson y las bandas The Police y Dire Straits. Bill Lamb de About escribió que «hay una colisión frontal entre el clásico "Message in a Bottle" de The Police y la banda Maroon 5». Jon Caramanica de New York Times la llamó «una copia viva de Zenyattà Mondatta de The Police». Aunque muchos críticos compararon al tema con éxitos de The Police, el cantante explicó que esa no era su intención: «No creo que en un principio traté de sonar como los demás, pero yo cogí la guitarra y empecé a jugar [con los primeros acordes de la canción]. Así es como funciona normalmente, cojo una guitarra y empiezo a tararear una melodía, y yo empecé a cantarla, así que eso es lo que obtienes».

## Recepción

### Comentarios de la crítica

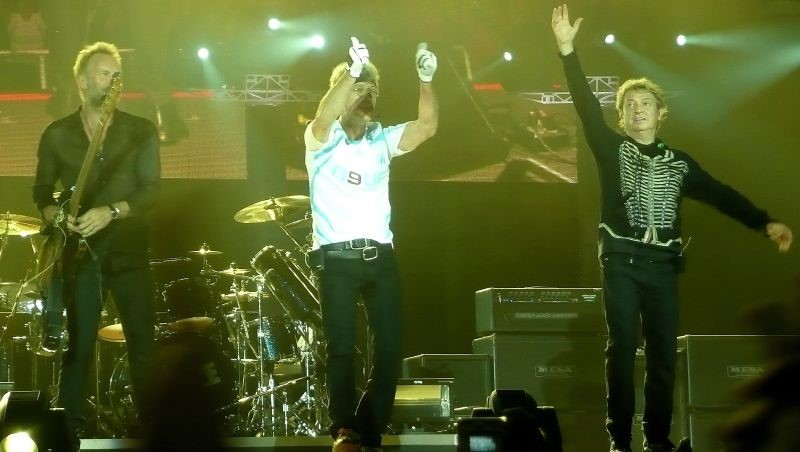
Diversos críticos compararon al tema con canciones de la banda británica The Police.

«Locked Out of Heaven» recibió comentarios positivos de parte de la crítica. Bill Lamb del sitio About le dio una calificación de cuatro estrellas de cinco y elogió la «dulce y deslizante voz» del intérprete, junto con las «fuertes letras [con] relación centrada y el arreglo uptempo único». Además, agregó: «Es agradable oír una fuerte canción pop uptempo sin depender de los ubicuos ritmos de baile. Este es un sólido regreso de Bruno Mars». Jody Rosen de Rolling Stone le otorgó tres estrellas y media de cinco y escribió que la canción «es acerca de la pasión desenfrenada, pero como siempre con Mars, la estética es ordenada e impecable». Del mismo modo, Jessica Sager del sitio PopCrush le concedió la misma calificación y la llamó «obscena y sutil», además de alabarla por ser «de clase suficiente para no llegar [a ser] vulgar» y se refirió a la voz del cantante como «suave». Por otro lado, Andrew Unterberger de Pop Dust concedió cuatro estrellas y media de cinco al tema, llamándolo «hiper-energético, funky [y] un poco retro» y uno de los más divertidos, dinámicos y emocionantes de 2012. En tanto Robert Copsey de Digital Spy calificó al tema con cinco estrellas de cinco y escribió: 

«Las personas se apresuran a hacer comparaciones perezosas, pero pocas son las que están en contra de la similitud entre el nuevo sencillo de Bruno Mars y algunas de las mejores canciones de The Police. [En la línea:] «You bring me to my knees, you make me testify («Me pones de rodillas, me haces testificar»), él expresa el ritmo funky de los años 80 [...] El coro sing-along puede ser un recordatorio apresurado de que su fuerza reside en el cerrar de los puños, sin embargo, es una de las evoluciones musicales más interesantes de 2012».

Carl Williott de Idolator escribió que muestra una interesante evolución musical para Mars. La página web Neon Limelight llamó a la pista «irresistible» y además que en las líneas «Your sex takes me to paradise» («Tu sexo me lleva al paraíso»), Mars se muestra cada más sensual. Por su lado, Jason Lipshutz de Billboard escribió: «"Locked Out of Heaven" es el mejor sencillo en solitario hasta la fecha de Mars, con el cantante y compositor aullando sobre la fornicación como una ensalada de guitarras picadas y exclamaciones vocales [que] refuerzan su imagen de galán, el primer sencillo perfecto es difícil de encontrar [...] Otras veces, llega hacia ti y te ofrece un gran y acogedor abrazo». Melinda Newman de Hitfix elogió el «canto y los pequeños coros pegadizos», que según ella «mantienen la canción en movimiento bajo un ritmo rápido». También señaló que incluso las líneas «torpes» como «Your sex takes me to paradise» («Tu sexo me lleva al paraíso») no disminuyen esa alegría que los ritmos y la melodía contienen». Michael West de Contact Music dijo que era similar a sus trabajos anteriores, una canción de amor para las mujeres. De acuerdo con él, en líneas como «Never had much faith in love or miracles» («Nunca tuve fé en [el] amor o [en los] milagros») y «But swimming in your world is something spiritual» («Pero nadar en tu mundo es algo espiritual»), incrementará su número de fanáticas.

### Rendimiento comercial

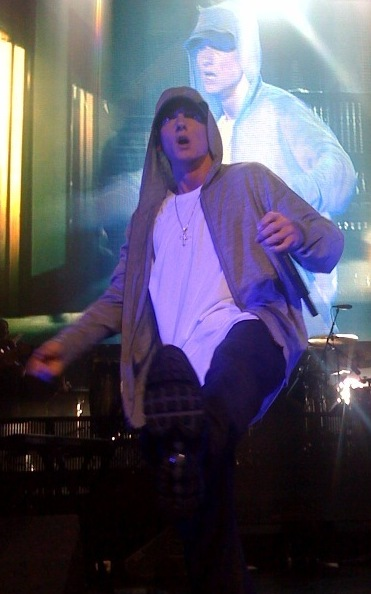
Bruno Mars desbancó al rapero Eminem como el artista masculino con más canciones que superan los cuatro millones en ventas en los Estados Unidos, con un total de cuatro.

«Locked Out of Heaven» tuvo un buen rendimiento comercial en Norteamérica. En los Estados Unidos, debutó en el puesto número treinta y cuatro de la lista Billboard Hot 100 y en el once de la Digital Songs con 92 000 copias vendidas. A su décima semana de lanzamiento, escaló hasta la cima de los conteos con 197 000 descargas comercializadas esa semana, siendo su cuarto y quinto encabezamiento en las listas mencionadas, respectivamente. En su cuarta edición en la cima de la Billboard Hot 100, descendió en la Digital Songs al segundo puesto, siendo desbancado por «I Knew You Were Trouble» de Taylor Swift, sin embargo, había incrementado sus ventas digitales a 497 000 copias, lo que se convirtió en la segunda mejor semana en ventas en toda su carrera, detrás de «Grenade» que comercializó 559 000 descargas digitales. Pasó un total de seis ediciones seguidas en el primer lugar de la Billboard Hot 100, mientras que en la Digital Songs solo tres. En la publicación de su debut, entró en la casilla número cincuenta y cuatro de la Radio Songs con veintitrés millones de audiencia en las radios y en el veintiséis de la Pop Songs con 2508 reproducciones. Cuando la pista llegó al número uno en el conteo Billboard Hot 100, se mantenía en el número dos del Radio Songs y del Pop Songs con 129 millones de audiencia radial y 13 554 detecciones, respectivamente. En estas dos listas, la canción llegó hasta el número uno. En la primera de estas se mantuvo allí por siete publicaciones consecutivas, lo que convirtió a Mars en el primer artista masculino en reinar por esa cantidad de semanas desde «Just the Way You Are». Además, obtuvo su mejor audiencia en su tercera semana en la cima con 149 millones de impresiones. Por otro lado, lideró por cinco ediciones seguidas y llegó a obtener 14 497 reproducciones en su cuarta edición en el primer lugar de la segunda lista mencionada. Entre 2012 y 2013, la canción registró 243 092 detecciones radiales de esa lista. Adicionalmente, logró las posiciones número dos y siete en los conteos Adult Pop Songs y Adult Contemporary, respectivamente. Para noviembre de 2013, había vendido más de 4 366 000 copias digitales, lo que luego se sumaría con otros temas para convertir al intérprete en el único artista masculino en poseer cuatro sencillos que superan dicha cifra —«Just the Way You Are», «Grenade», «Locked Oout of Heaven» y «When I Was Your Man»—. No obstante, la RIAA la certificó con cuatro discos de platino. En Canadá, la pista debutó en el número treinta y cinco y a su décima semana, subió al primer puesto y se mantuvo allí por tres ediciones seguidas. Este encabezamiento se convirtió en el tercero de toda su carrera en el país. Además, consiguió cinco discos de platino por parte de la CRIA, gracias a que vendió más de 400 000 descargas en el territorio. En tanto en países de habla hispana, alcanzó la cima en el conteo Mexico Airplay de México y el tercer puesto en el Top 50 Canciones de España. En este último, vendió más de 20 000 copias digitales y por ende, la PROMUSICAE certificó al tema con un disco de platino. Por otro lado, llegó al lugar veinticinco del Brazil Hot 100 Airplay de Brasil como máxima posición.

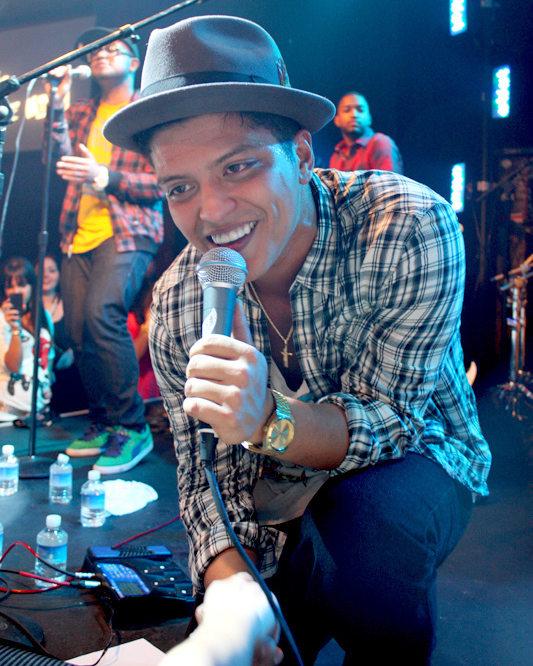
Bruno Mars.

En Europa también tuvo un buen rendimiento comercial. En la región flamenca de Bélgica, debutó en el lugar treinta y nueve de su lista Ultratop 50 y para su semana número trece, logró el cuarto puesto por dos publicaciones seguidas. Por otra parte, también entró en la región valona de ese país. Debutó en el número veintiocho de la Ultratop 40 y semanas después, logró su máxima posición en el tercer lugar por dos ediciones no consecutivas. La BEA le otorgó al sencillo un disco de platino por vender más de 30 000 descargas. En Alemania llegó al séptimo puesto por una semana. Adicionalmente, recibió un disco de oro de la BVMI gracias a que vendió más de 150 000 copias. Por otro lado, escaló a la posición número dos en Dinamarca, debido a que «Scream & Shout» de Will.i.am con Britney Spears le impidió la primera casilla. No obstante, debido a que comercializó más de 30 mil descargas digitales, la IFPI condecoró al tema con un doble disco de platino. En Eslovaquia, la pista alcanzó el número uno por cuatro semanas no consecutivas en su lista de radios. Igualmente, figuró en el conteo radial de la República Checa, solo que en la quinta casilla. En Irlanda, el tema debutó en la posición treinta y siete y semanas después, escaló hasta el cuarto puesto. En Hungría, logró el número uno de su lista Rádiós Top 40. En tanto, en Austria obtuvo el quinto lugar y recibió un disco de oro de la IFPI por más de 15 000 copias vendidas. Por otro lado, alcanzó las posiciones número dos, siete, diez y once en las principales listas de los países de Israel, Noruega, los Países Bajos y Finlandia, respectivamente. «Locked Out of Heaven» logró las casillas sexta y octava de Suecia y Suiza, respectivamente. Adicionalmente, la GLF y la IFPI condecoraron al sencillo con tres discos de platino y un disco de platino, debido a ventas superadas a 120 000 y 30 000 copias, respectivamente. En Francia e Italia, la canción llegó al tercer puesto. Además, la SNEP la certificó con un disco de platino, gracias a más de 150 000 ejemplares vendidos y la FIMI con un disco multiplatino. En el Reino Unido y en Escocia, alcanzó la segunda posición en sus principales conteos, ya que en ambas, «Troublemaker» de Olly Murs con Flo Rida le impidió el número uno. Además, «Locked Out of Heaven» vendió más de 421 000 copias durante el 2012 en el Reino Unido, siendo la trigésimo tercera canción más vendida de ese año y hasta octubre de 2013, era el tema número treinta y nueve más comercializado de dicho año. Adicionalmente, la BPI condecoró al sencillo con un disco de platino, por ventas superiores a 600 000 ejemplares.
En Asia, la pista llegó hasta la novena casilla de su conteo Japan Hot 100. Por otro lado, en Corea del Sur, logró ubicarse en el tercer puesto de la lista Gaon International Download Chart, gracias a que vendió en esa semana 39 520 descargas digitales. En Oceanía, recibió un buen rendimiento comercial. En Australia, debutó en el lugar veinte del Australian Singles Chart y posteriormente, escaló hasta el número cuatro por dos ediciones consecutivas. Además, la ARIA certificó la pista con cinco discos de platino, debido a que logró vender más de 350 000 copias en el país. En Nueva Zelanda, igualmente alcanzó la posición cuatro, aunque solo por una semana. Recibió de parte de la RIANZ la certificación de doble disco de platino por comercializar más de 30 000 ejemplares.

## Vídeo musical

«Locked Out of Heaven» ganó una de las tres nominaciones con las que contaba en los MTV Video Music Awards de 2013, la de mejor vídeo masculino.

El vídeo musical de «Locked Out of Heaven» lo dirigió el intérprete junto con Cameron Duddy y el primero de estos lo publicó en su cuenta de YouTube el 15 de octubre de 2012. En una entrevista con MTV, Mars explicó: «El concepto [del vídeo] es sólo diversión a la antigua. Sin línea de historia [...] Es demasiado VHS. Me encanta ese [tipo de] hombre, me lleva a mi infancia, cuando el camino está apagado y el color está apagado, hay una belleza en eso. Tendrías que estar de pie por la TV con papel de aluminio encima de ti». También, él comentó que no quería hacer un gran estreno del vídeo como mucha gente lo hace, ya que con la Internet él tuvo el lujo de decir: «¡Aquí está!». Su trama cuenta con una presentación en vivo de la canción en un pequeño club frente a varias personas, una fiesta detrás de las escenas, momentos del artista con sus amigos tomando en un callejón. Además, tiene algunos efectos de imagen VHS.
Recibió comentarios positivos de parte de los críticos. James Montgomery de MTV dijo: «El enfoque de la realización de vídeos [de Mars] puede ser diferente esta vez, él no se había alejado mucho de sus raíces cuando se trata de la elección de directores. Él trabajó una vez más con Cameron Duddy, quien dirigió su cargado, popular y masivo videoclip de «The Lazy Song». Pero esta vez, su colaboración produjo decididamente diferentes resultados». Por su parte, Ray Rahman de Entertainment Weekly escribió que «si pensabas que el sencillo no podría ser más un homenaje a los sonidos de la música vieja, tienes que mirar su vídeo de estilo retro que evoca toda la pelusa nostálgica del Betamax de la era de tecnología de vídeo de los años 70». Un escritor del sitio web Neon Limelight comentó: «El clip es un retroceso en muchos aspectos, sobre todo porque parece que estamos viendo una cinta de VHS de hace varias décadas. Pero también [da] consejos [acerca] de su sombrero a los cantantes de soul del pasado, cuya energía en el escenario fue suficiente para que todas las mujeres en la audiencia se desmayen». Hugh McIntyre de Billboard dijo que todo acerca de «Locked Out Of Heaven», ya sea el vídeo o la pista en sí, es retro. Además, explicó: «Mientras que la canción hace referencia a la discografía de The Police, el vídeo nos lleva de nuevo un poco más lejos. Desde el estilo de su vestido y los efectos en el clip, uno podría adivinar que Bruno y sus amigos están de fiesta en los [años] 70».
El vídeo recibió distintas nominaciones en varias premiaciones. Obtuvo tres nominaciones en los MTV Video Music Awards de 2013 en las categorías de vídeo del año, mejor vídeo pop y mejor vídeo masculino. Ganó la última de estas, pero perdió las otras ante «Mirrors» de Justin Timberlake y «Come & Get It» de Selena Gomez, respectivamente. En la entrega de los MTV Video Music Awards Japan de 2013, contó con la nominación a mejor vídeo del año y al mejor vídeo masculino, pero no ganó ninguna. En los NAACP Image Awards de 2013, fue nominado al vídeo musical excepcional, pues «Girl on Fire» de Alicia Keys le impidió obtener el premio. Por otro lado, en los premios Los 40 Principales de 2013, no logró ganar en la categoría del mejor videoclip musical internacional, ya que «Love Me Again» de John Newman fue quien recibió el galardón.

## Interpretaciones en vivo y versiones de otros artistas

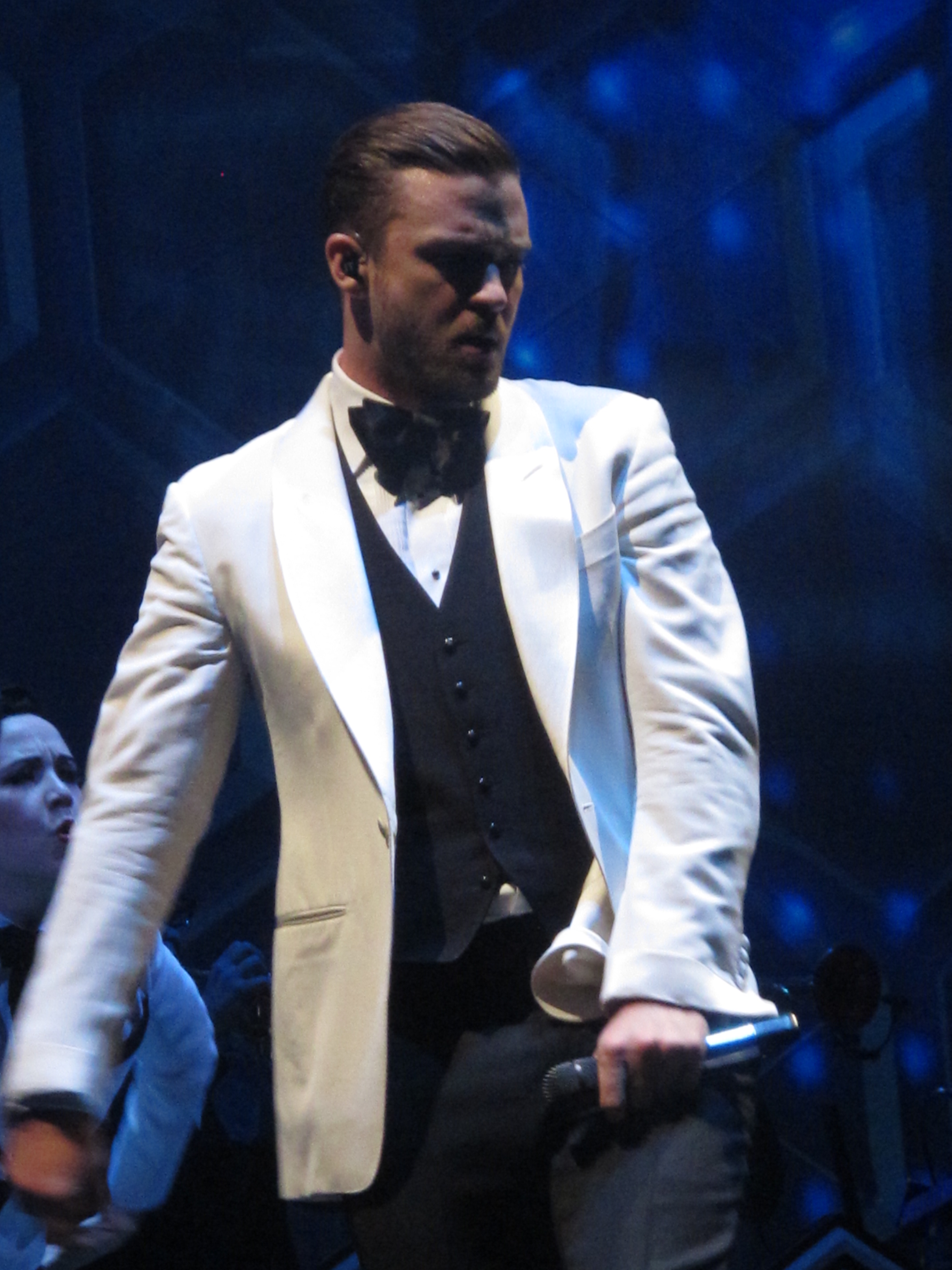
De acuerdo con la revista Rolling Stone, la actuación de Mars en el programa Saturday Night Live, fue similar en ciertos aspectos a como lo hizo Justin Timberlake en presentaciones anteriores.

Bruno Mars presentó por primera vez la canción en vivo en el programa Saturday Night Live el 20 de octubre de 2012, junto con «Young Girls», en donde él participó como anfitrión e invitado musical del show. Un escritor de la revista Rolling Stone elogió su actuación al decir: «Bruno le dio nueva vida [al programa]. Todo parece tan fresco, dulce y sin esfuerzo [...] Él canaliza tanto el sonido de The Police como la estética de Drake en la versión en vivo de «Locked Out of Heaven». Justin Timberlake podrá mantener la corona de SNL, pero al menos Bruno la de la extinción de la nueva música». Por su parte, Aaron Couch de Billboard comentó que Mars continuó la tradición de Justin Timberlake y Mick Jagger al realizar doble función en Saturday Night Live, aunque admitió no tener ninguna experiencia en la actuación o en la comedia. De acuerdo con The Huffington Post, el artista «se robó el show y sus excelentes habilidades de anfitrión no fue su único punto fuerte, pues se ganó el público con la presentación de "Locked Out of Heaven"». El 25 de noviembre del mismo año, la cantó en el reality show británico The X Factor. El 4 de diciembre, la interpretó junto con «Young Girls» en el Victoria's Secret Fashion Show. El 13 de ese mes, la presentó en la segunda temporada del reality show The X Factor de los Estados Unidos. Cinco días después, estuvo en el talk show The Ellen DeGeneres Show para cantar la pista. El 11 de enero de 2013, el artista interpretó el sencillo junto con «Treasure» en el programa Jimmy Kimmel Live!, siendo su segunda presentación consecutiva, luego de que el día anterior había interpretado «When I Was Your Man». En la quincuagésima quinta entrega de los premios Grammy, celebrados el domingo 10 de febrero de 2013, Mars cantó «Locked Out of Heaven» y «Walking on the Moon» de The Police, junto a Sting. Posterior a esto, Rihanna y Ziggy Marley se unieron a ellos para interpretar «Could You Be Loved», como un homenaje al cantante Bob Marley. Además, incluyó a «Locked Out of Heaven» en el repertorio de su gira The Moonshine Jungle Tour de 2012 y 2013 como parte del encore, junto a «Gorilla». En una entrevista con Mitchell Peters de Billboard, John Marx, socio de la división de música William Morris Endeavor (WME), explicó que el sencillo es el tipo de canción que motiva a la gente a comprar un boleto para los conciertos.
En la cuarta temporada del reality show estadounidense The Voice, los participantes Jessica Childress y Vedo cantaron la canción en la primera batalla del equipo de Usher. La banda británica Bastille realizó una versión del tema el 21 de enero de 2013 para el Live Lounge que organiza BBC Radio 1. Las chicas de la serie Glee hicieron su cover de la canción como parte del undécimo episodio Sadie Hawkins de la cuarta temporada. La artista británica Leona Lewis la versionó como parte del repertorio de su gira Glassheart. Bridgit Mendler publicó un vídeo de su versión de «Locked Out of Heaven» el 15 de mayo de 2013 para una serie de vídeos organizado por VEVO titulada The Hurricane Sessions. En su primera semana, recibió más de 500 000 visitas en YouTube y gracias a esto, la cantante consiguió entrar en la lista Social 50 de Billboard, que publica los cincuenta artistas musicales más activos en los principales servicios de redes sociales en el mundo.

## Formatos
Descarga digital
| «Locked Out of Heaven» — Descarga digital |                        |          |  |
| N.º                                       | Título                 | Duración |  |
| 1.                                        | «Locked Out of Heaven» | 3:53     |  |

| «Locked Out of Heaven» (Remixes) — EP digital |                                                           |          |  |
| N.º                                           | Título                                                    | Duración |  |
| 1.                                            | «Locked Out of Heaven» (Cazzette's Answering Machine Mix) | 6:41     |  |
| 2.                                            | «Locked Out of Heaven» (Sultan & Ned Shepard Remix)       | 6:50     |  |
| 3.                                            | «Locked Out of Heaven» (The M Machine Remix)              | 4:02     |  |
| 4.                                            | «Locked Out of Heaven» (Paul Oakenfold Remix)             | 5:17     |  |
| 5.                                            | «Locked Out of Heaven» (R3hab Afterhour Remix)            | 2:39     |  |

Sencillo en CD
| «Locked Out of Heaven» — CD |                                                           |          |  |
| N.º                         | Título                                                    | Duración |  |
| 1.                          | «Locked Out of Heaven» (Sultan + Ned Shepard Radio Edit)  | 4:01     |  |
| 2.                          | «Locked Out of Heaven» (Sultan + Ned Remix)               | 6:53     |  |
| 3.                          | «Locked Out of Heaven» (Cazzette's Answering Machine Mix) | 6:48     |  |
| 4.                          | «Locked Out of Heaven» (Paul Oakenfold Remix)             | 5:20     |  |
| 5.                          | «Locked Out of Heaven» (Major Lazer Remix)                | 4:06     |  |
| 6.                          | «Locked Out of Heaven» (The M Machine Remix)              | 4:05     |  |

Disco de vinilo
| «Locked Out of Heaven» — Remixes |                                                           |          |  |
| N.º                              | Título                                                    | Duración |  |
| 1.                               | «Locked Out of Heaven»                                    | 3:53     |  |
| 2.                               | «Locked Out of Heaven» (Major Lazer Remix)                | 4:03     |  |
| 3.                               | «Locked Out of Heaven» (Paul Oakenfold Remix)             | 5:19     |  |
| 4.                               | «Locked Out of Heaven» (Solidisco Remix)                  | 5:21     |  |
| 5.                               | «Locked Out of Heaven» (R3hab Afterhours Remix)           | 2:39     |  |
| 6.                               | «Locked Out of Heaven» (Cazzette's Answering Machine Mix) | 6:45     |  |

## Posicionamiento en listas

### Semanales
| País              | Lista                             | Mejor posición |
| 2012-2013         | 2012-2013                         | 2012-2013      |
| ----------------- | --------------------------------- | -------------- |
| Alemania          | German Singles Chart              | 7              |
| Australia         | Australian Top 50 Singles         | 4              |
| Austria           | Ö3 Austria Top 75                 | 5              |
| Bélgica (Flandes) | Ultratop 50                       | 4              |
| Bélgica (Valonia) | Ultratop 40                       | 3              |
| Brasil            | Brazil Hot 100 Airplay            | 25             |
| Canadá            | Canadian Hot 100                  | 1              |
| Corea del Sur     | Gaon International Download Chart | 3              |
| Dinamarca         | Tracklisten Top 40                | 2              |
| Escocia           | Scottish Top 40 Singles           | 2              |
| Eslovaquia        | Slovakia Radio Top 100            | 1              |
| España            | Top 50 Canciones                  | 3              |
| Estados Unidos    | Billboard Hot 100                 | 1              |
| Estados Unidos    | Digital Songs                     | 1              |
| Estados Unidos    | Pop Songs                         | 1              |
| Estados Unidos    | Radio Songs                       | 1              |
| Estados Unidos    | Adult Pop Songs                   | 2              |
| Estados Unidos    | Adult Contemporary                | 7              |
| Finlandia         | Finnish Singles Chart             | 11             |
| Francia           | French Singles Chart              | 3              |
| Hungría           | Rádiós Top 40                     | 1              |
| Irlanda           | Irish Singles Chart               | 4              |
| Israel            | International Airplay Chart       | 2              |
| Italia            | Italian Singles Chart             | 3              |
| Japón             | Japan Hot 100                     | 9              |
| México            | Mexico Airplay                    | 1              |
| Noruega           | Norwegian Singles Chart           | 7              |
| Nueva Zelanda     | NZ Top 40 Singles                 | 4              |
| Países Bajos      | Dutch Singles Chart               | 10             |
| Polonia           | Polish Top Airplay                | 1              |
| Reino Unido       | UK Singles Chart                  | 2              |
| República Checa   | Czech Radio Top 100               | 5              |
| Suecia            | Swedish Singles Chart             | 6              |
| Suiza             | Swiss Singles Chart               | 8              |

## Sucesión en listas
| Predecesor: «Diamonds» de Rihanna                                                                                          | Canadian Hot 100 — Sencillo número uno 22 de diciembre de 2012 — 11 de enero de 2013                                                                       | Sucesor: «Scream & Shout» de Will.i.am con Britney Spears                                                                        |
| Predecesores: «One Day/Reckoning Song» de Asaf Avidan «One Day/Reckoning Song» de Asaf Avidan «Impossible» de James Arthur | Slovakia Radio Top 100 — Sencillo número uno Semana 8 de 2013 — Semana 9 de 2013 Semana 10 de 2013 — Semana 12 de 2013 Semana 14 de 2013 Semana 15 de 2013 | Sucesores: «One Day/Reckoning Song» de Asaf Avidan «So In Love» de Nela Pocisková «Just Give Me a Reason» de P!nk con Nate Ruess |
| Predecesor: «Diamonds» de Rihanna                                                                                          | Billboard Hot 100 — Sencillo número uno 22 de diciembre de 2012 — 1 de febrero de 2013                                                                     | Sucesor: «Thrift Shop» de Macklemore y Ryan Lewis con Wanz                                                                       |
| Predecesor: «Scream & Shout» de Will.i.am con Britney Spears                                                               | Digital Songs — Sencillo número uno 22 de diciembre de 2013 — 11 de enero de 2013                                                                          | Sucesor: «I Knew You Were Trouble» de Taylor Swift                                                                               |
| Predecesor: «Die Young» de Ke$ha                                                                                           | Pop Songs — Sencillo número uno 29 de diciembre de 2012 — 1 de febrero de 2013                                                                             | Sucesor: «I Knew You Were Trouble» de Taylor Swift                                                                               |
| Predecesor: «Diamonds» de Rihanna                                                                                          | Radio Songs — Sencillo número uno 5 de enero de 2013 — 22 de febrero de 2013                                                                               | Sucesores: «I Knew You Were Trouble» de Taylor Swift                                                                             |
| Predecesores: «Turn Around» de Conor Maynard con Ne-Yo «One Day/Reckoning Song» de Asaf Avidan                             | Rádiós Top 40 — Sencillo número uno 18 de febrero de 2013 — 17 de marzo de 2013 25 de marzo de 2013 — 31 de marzo de 2013                                  | Sucesores: «One Day/Reckoning Song» de Asaf Avidan «My Baby» de Kállay Saunders                                                  |
| Predecesor: «Gangnam Style» de PSY                                                                                         | Mexico Airplay — Sencillo número uno 26 de enero de 2013 — 1 de marzo de 2013                                                                              | Sucesor: «Don't You Worry Child» de Swedish House Mafia con John Martin                                                          |
| Predecesor: «Summertime Sadness» de Lana del Rey                                                                           | Polish Top Airplay — Sencillo número uno 19 de enero de 2013 — 25 de enero de 2013                                                                         | Sucesor: «W Stronę Słońca» de Ewelina Lisowska                                                                                   |

### Anuales
| País              | Lista                    | Posición |
| 2012              | 2012                     | 2012     |
| ----------------- | ------------------------ | -------- |
| Alemania          | German Singles Chart     | 64       |
| Australia         | Australian Singles Chart | 28       |
| Bélgica (Flandes) | Ultratop 50              | 94       |
| Bélgica (Valonia) | Ultratop 40              | 73       |
| Estados Unidos    | Pop Songs                | 82       |
| Francia           | French Singles Chart     | 62       |
| Hungría           | Rádiós Top 40            | 49       |
| Nueva Zelanda     | NZ Top 40 Singles        | 48       |
| Países Bajos      | Dutch Singles Chart      | 67       |
| Reino Unido       | UK Singles Chart         | 33       |

| País              | Lista                       | Posición |
| 2013              | 2013                        | 2013     |
| ----------------- | --------------------------- | -------- |
| Alemania          | German Singles Chart        | 90       |
| Australia         | Australian Singles Chart    | 60       |
| Bélgica (Flandes) | Ultratop 50                 | 22       |
| Bélgica (Valonia) | Ultratop 40                 | 11       |
| Canadá            | Canadian Hot 100            | 11       |
| España            | Top 50 Canciones            | 14       |
| Estados Unidos    | Billboard Hot 100           | 11       |
| Estados Unidos    | Digital Songs               | 12       |
| Estados Unidos    | Pop Songs                   | 2        |
| Estados Unidos    | Radio Songs                 | 3        |
| Estados Unidos    | Adult Pop Songs             | 12       |
| Estados Unidos    | Adult Contemporary          | 20       |
| Hungría           | Rádiós Top 40               | 10       |
| Israel            | International Airplay Chart | 37       |
| Italia            | Italian Singles Chart       | 32       |
| Japón             | Japan Hot 100               | 31       |
| Nueva Zelanda     | NZ Top 40 Singles           | 47       |
| Países Bajos      | Dutch Singles Chart         | 66       |
| Reino Unido       | UK Singles Chart            | 47       |
| Suecia            | Swedish Singles Chart       | 28       |
| Suiza             | Swiss Singles Chart         | 47       |

### Certificaciones
| País           | Organismo certificador | Certificación | Simbolización | Ref.   |
| -------------- | ---------------------- | ------------- | ------------- | ------ |
| Alemania       | BVMI                   | Oro           | ●             | [ 66 ] |
| Australia      | ARIA                   | 5× Platino    | 5▲            | [ 95 ] |
| Austria        | IFPI                   | Oro           | ●             | [ 74 ] |
| Bélgica        | BEA                    | Platino       | ▲             | [ 64 ] |
| Canadá         | CRIA                   | 5× Platino    | 5▲            | [ 58 ] |
| Dinamarca      | IFPI — Dinamarca       | Oro           | ●             | [ 69 ] |
| España         | PROMUSICAE             | Oro           | ●             | [ 60 ] |
| Estados Unidos | RIAA                   | 4× Platino    | 4▲            | [ 56 ] |
| Francia        | SNEP                   | Platino       | ▲             | [ 85 ] |
| Italia         | FIMI                   | Multiplatino  | —             | [ 86 ] |
| Nueva Zelanda  | RIANZ                  | 2× Platino    | 2▲            | [ 97 ] |
| Reino Unido    | BPI                    | Platino       | ▲             | [ 91 ] |
| Suecia         | GLF                    | 3× Platino    | 3▲            | [ 81 ] |
| Suiza          | IFPI — Suiza           | Platino       | ▲             | [ 82 ] |

## Premios y nominaciones
A continuación, una lista de algunas de las nominaciones y premios que obtuvo la canción en distintas ceremonias de premiación.
| Año  | Ceremonia de premiación      | Categoría                             | Resultado | Ref.    |
| ---- | ---------------------------- | ------------------------------------- | --------- | ------- |
| 2013 | Billboard Music Awards       | Top canción pop                       | Nominado  | [ 157 ] |
| 2013 | Billboard Music Awards       | Top canción radial                    | Nominado  | [ 157 ] |
| 2013 | MTV Europe Music Awards      | Mejor canción                         | Ganador   | [ 21 ]  |
| 2013 | MTV Video Music Awards       | Vídeo del año                         | Nominado  | [ 27 ]  |
| 2013 | MTV Video Music Awards       | Mejor vídeo pop                       | Nominado  | [ 27 ]  |
| 2013 | MTV Video Music Awards       | Mejor vídeo masculino                 | Ganador   | [ 27 ]  |
| 2013 | MTV Video Music Awards Japan | Mejor vídeo del año                   | Nominado  | [ 101 ] |
| 2013 | MTV Video Music Awards Japan | Mejor vídeo masculino                 | Nominado  | [ 101 ] |
| 2013 | MTV Video Music Awards Japan | Mejor canción karaokee!               | Nominado  | [ 101 ] |
| 2013 | NAACP Image Awards           | Canción excepcional                   | Nominado  | [ 102 ] |
| 2013 | NAACP Image Awards           | Vídeo musical excepcional             | Nominado  | [ 102 ] |
| 2013 | Premios Los 40 Principales   | Mejor canción internacional           | Nominado  | [ 103 ] |
| 2013 | Premios Los 40 Principales   | Mejor videoclip musical internacional | Nominado  | [ 103 ] |
| 2013 | Teen Choice Awards           | Mejor sencillo de artista masculino   | Nominado  | [ 158 ] |
| 2014 | Premios Grammy               | Grabación del año                     | Nominado  | [ 22 ]  |
| 2014 | Premios Grammy               | Canción del año                       | Nominado  | [ 22 ]  |
| 2014 | Premios Grammy               | Mejor grabación remixada, no clásica  | Nominado  | [ 22 ]  |

## Créditos y personal
- Alalal: Grabación.
- Ari Levine: Composición, grabación y producción.
- Bruno Mars: Composición, guitarra, producción y voz.
- Emile Haynie: Producción.
- Homer Steinweiss: Batería.
- Jeff Bhasker: Producción y teclados.
- Manny Marroquin: Mezcla.
- Mark Ronson: Grabación y producción
- Nick Movshon: Bajo.
- Philip Lawrence: Composición y producción.
- Wayne Gordon: Grabación.

Fuente: Discogs y folleto de Unorthodox Jukebox.